# Selèucia (tema)
El tema de Selèucia (en grec medieval θέμα Σελευκείας) va ser un tema o província civil i militar de l'Imperi Romà d'Orient, situat a la costa sud d'Anatòlia i que tenia per capital Selèucia (avui Silifke).

## Història
Durant l'Antiguitat tardana, el port de Selèucia va ser la ciutat principal de la província d'Isàuria. Era la seu del comes d'Isàuria, el governador de la província. Al segle viii, Selèucia era una regió governada per primera vegada per un turmarca (dirigent d'una turma, una divisió d'un tema), i després per un drungari, que estava sotmès a l'autoritat del tema naval dels Cibirreotes. Al començament del segle ix, Selèucia va passar a ser una petita clisura, és a dir una província fortificada fronterera situada entre els temes dels Cibirreotes, dels Anatòlics, de Capadòcia i dels territoris de Cilícia que pertanyien als abbàssides al llarg del riu Lamos. Segons els geògrafs àrabs Qudama ibn Ja'far i Ibn Khurradàdhbih, al segle ix, la clisura tenia la ciutat de Selèucia com a capital, 10 fortaleses i un exèrcit de 5.000 homes, inclosos 500 cavallers.
La clisura es va convertir en un tema durant el regnat de Romà Lecapè, probablement cap al 927-934. Segons el De Thematibus de Constantí VII, el tema tenia dos comandaments, un per a l'interior del territori i un altre per a la costa.
La província va caure en mans dels seljúcides després de la batalla de Mantziciert, el 1071. Les regions muntanyoses de l'interior estaven habitades principalment per armenis que s'hi havien establert durant el segle anterior. L'Imperi Romà d'Orient va recuperar el control de la regió cap als anys 1099-1100 i van tornar a fortificar Selèucia i Còricos. Selèucia va ser la seu d'un governador militar (Dux). La província es va mantenir sota l'Imperi fins al voltant del 1180 quan va ser conquerida pels armenis de Cilícia.